# Камал, Диааелдин
Диааелдин Камал Гуда Абделмотталеб (араб. محمد السعداوي‎; род. 2 мая 1993) — египетский борец вольного стиля, участник двух Олимпийских игр, многократный чемпион Африки.

## Карьера
В августе 2016 года на Олимпиаде в Рио-де-Жанейро в квалификационной схватке одолел туниссца Радхуан Чебби, а в 1/8 финала уступил иранцу Комейлу Гасеми, однако получил возможность побороться в утешительных схватках, в которых проиграл канадцу Кори Джарвису и в итоге занял 9 место. В апреле 2021 года в тунисском Хаммамете на африканском и океанском олимпийский отборочный турнире к Олимпийским играм в Токио завоевал лицензию. В августе 2021 года на Олимпиаде в схватке на стадии 1/8 финала уступил грузину Гено Петриашвили со счётом 0:11, а в утешительных схватках китайцу Дэну Чживэю и занял итоговое 10 место.

## Достижения
- Арабский чемпионат 2012 — ;
- Чемпионат Африки по борьбе 2015 — ;
- Африканские игры 2015 — ;
- Чемпионат Африки по борьбе 2016 — ;
- Олимпийские игры 2016 — 9;
- Чемпионат Африки по борьбе 2017 — ;
- Чемпионат Африки по борьбе 2020 — ;
- Олимпийские игры 2020 — 10;
- Чемпионат Африки по борьбе 2023 — ;